# デザート・キングダム
『デザート・キングダム』とは、アイディアファクトリーより2010年5月27日に発売されたPlayStation 2用ソフト。PlayStation Portable版『デザート・キングダム ポータブル』は2013年2月21日発売。

## あらすじ
魔神の王国の姫アスパシアはある日突然魔力が使えなくなってしまい自身の出生の秘密を知る。実は魔神と人間とのハーフだったアスパシアは人間同然の状況から魔神として返り咲く為に人類の世界を放浪することになる。
約2ヶ月間の放浪の末、ようやく辿り着いた砂漠の王国『キングダム』でアスパシアは大小さまざまな願望を持った人間たちに出会う。
神が神である為の魔力量がたった1％しかない、それでも一応神さまであるアスパシアはこの願いを持った人間たちに奉仕し、願いを叶え、その見返りとして『魔力』を得ることで魔神に返り咲くことを目標に奔走する。

## 登場人物

### 主要人物
アスパシア
本作の主人公。魔神の王国EVUUの姫だが、ある時をきっかけに人間としての性質が出てしまう。あまり上品な人物ではなくむしろわがままだが、正直な人物でもある。
セラ
声 - KENN
砂漠の城塞王国・キングダムのショッピングモール『キングダム・スーク』にある雑貨店『ZACCA』で店主を務める青年。好青年ともいえる性格だが、昔は荒れていた。
シャロン・アダバット
声 - 松風雅也
キングダムの宰相。厳しい政治を敷いているためあまり国民には好まれていない。策謀渦巻く環境に育ってきたため、他人の言動から真意を推し量る能力に長けている。
ヴィ
声 - 野宮一範
キングダムの宗教団体・モスキーノの暗殺部隊員である信者。
レジェッタ・サマル
声 - 市来光弘
セラの弟分である冒険者。願いをかなえる『魔神の卵』を探しており、それを目当てにキングダム。
イシュマール・ヤハヴ
声 - 津田健次郎
モスキーノの神学者。直本人は信者ではなく、神の存在には否定的。
ウンバラバッパー
声 - 寺島拓篤
アスパシアの付き人として、シャザーヌ王が生み出した疑似生命体。

### その他の人物
シャザーヌ
声 - 遠藤大智
アスパシアの父。娘に魔神に戻るすべを教え、国から追い出した。
ジェネラル・プッチ
声 - 佐藤広太
キングダムの軍人である大柄な男で、若くして宰相になったシャロンを嫌っている。
ドン・フィッチェ
声 - 興津和幸
ZACCAとキングダムにあるブティックDKFの経営者にして、流行を先取りするファッションデザイナー。
ラクロア
声 - 飯田奈保美
モスキーノの主教。顔立ちが幼く、謎に包まれている。
レノマーン
声 - 飯田奈保美
モスキーノ幹部兼王立学問所の代表者で、魔神の卵を調査している。
グッチィ
声 - 木部祥太
王立学問所の書生で、自称イシュマールの友人。

## 用語
EVUU
魔神の王国。アスパシアの故郷。
キングダム
砂漠の王国。放浪の末にアスパシアがたどり着いた国。
魔神眼
神のみが備わっている大きな願望を持つ人間を見抜く能力。

## 主題歌
オープニングテーマ「Road To Kingsom」
作詞 - 原田謙太 / 作曲 - 田崎慎也 / 編曲・歌 - Rey
エンディングテーマ「冒険者」
作詞 - 原田謙太 / 作曲 - 坂本尭之 / 編曲・歌 - Rey

## 関連商品

### 関連書籍
- デザート・キングダム公式ビジュアルファンブック 2010年8月2日発売 エンターブレイン ISBN 978-4-04-726733-6

### アバター衣装
- オトメイトの提携しているサイト『アニメTVモバイル』のマイキャラガチャに登場キャラクターのアバターアイテムが登場した[1]。

### ソーシャルゲーム
- ソーシャルゲームセフィロト〜時の世界樹〜に本作品のキャラクターカードが参戦している。